# Бузунова, Наталья Васильевна
Ната́лья Васи́льевна Бузуно́ва (4 марта 1958) — советская хоккеистка (хоккей на траве), нападающий. Бронзовый призёр летних Олимпийских игр 1980 года.

## Биография
Наталья Бузунова родилась 4 марта 1958 года.
Первоначально занималась конькобежным спортом. Играла в хоккей на траве за «Спартак» из Московской области и московский СКИФ, в составе которого в 1982 и 1984 годах выиграла чемпионат СССР.
Входила в первый в истории состав женской сборной СССР, собранный в декабре 1977 года. 
В 1980 году вошла в состав женской сборной СССР по хоккею на траве на летних Олимпийских играх в Москве и завоевала бронзовую медаль. Играла на позиции нападающего, провела 5 матчей, забила 5 мячей (по два ворота сборных Польши и Индии, один — Чехословакии).
В 1981 году стала бронзовым призёром чемпионата мира в Буэнос-Айресе.
Была одним из лучших нападающих советского женского хоккея на траве.
Мастер спорта международного класса.